# Sun Is Up
«Sun Is Up» es una canción grabada por la cantante rumana Inna para su segundo álbum de estudio, I Am the Club Rocker (2011), y también fue incluida en la versión británica de su álbum debut Hot (2009). Escrita y producida por los miembros de Play & Win: Sebastian Barac, Radu Bolfea y Marcel Botezan, la canción fue lanzada en octubre de 2010 como el primer sencillo de I Am the Club Rocker. Musicalmente, «Sun Is Up» es una canción de rave y pop, y fue comparada con el sencillo «Boys (Summertime Love)» (1987) de la cantante italiana Sabrina por un crítico.
Los críticos de música elogiaron la composición de la canción y la reconocieron como la pista destacada tanto del álbum como de la carrera de Inna. «Sun Is Up» recibió el premio por «Mejor Canción en los Balkanes de Rumania» en los Balkan Music Awards del 2011, logrando además nominaciones para los RRA Awards y los Romanian Music Awards 2011 y en los Radar Media Awards 2012. Para promoverla, un video musical de acompañamiento para la pista fue filmado por Alex Herron a finales de agosto de 2010 en Marbella, España, y subido al canal oficial de Inna en YouTube el 30 de septiembre de 2010. Para una mayor promoción, la cantante interpretó el sencillo en varias ocasiones. Comercialmente, «Sun Is Up» alcanzó el top 10 en varios países, recibiendo certificaciones en Italia, Suiza y el Reino Unido.

## Antecedentes y composición
En junio de 2010, Inna anunció a través de su sitio web oficial que dos nuevas canciones, «Un momento», una colaboración con el cantante español Juan Magán, y «Sun Is Up», se presentarían en el próximo «Summer Hit Pack». Con los planes sin materializar, «Sun Is Up» fue lanzado en Rumania en octubre de 2010 como el primer sencillo del segundo álbum de estudio de la cantante, I Am the Club Rocker (2011). Su portada había sido presentada anteriormente en agosto de 2010. Tomada por Edward Aninaru, muestra a Inna desnuda en un jacuzzi, levantando su mano derecha. Posteriormente, la canción se lanzó en formatos de airplay y digitales en enero de 2011 en Francia; este último lanzado por el sello Roton. En el Reino Unido, la canción apareció en la versión británica del álbum debut de Inna, Hot, el 5 de junio de 2011. También fue incluida en el álbum recopilatorio Now That's What I Call Music! 79.
«Sun Is Up» es una canción de rave y pop, escrita y producida por los miembros del trío rumano Play & Win: Sebastian Barac, Radu Bolfea y Marcel Botezan. Durante su coro, Inna canta: «All the people tonight put your hands in the sky / Come on boy, come and get in / The rhythm music will take you high / What I'm feeling about you / I love you, don't know why / Everybody come and get in / The rhythm music will take you high.»

## Recepción

### Crítica
Tras su lanzamiento, «Sun Is Up» ha recibido reseñas generalmente positivas por parte de los críticos de música. Un editor de la estación de radio alemana BB Radio elogió la canción como la «pista destacada» de I Am the Club Rocker, y escribió: «Después de solo los primeros segundos, sale el sol. El sencillo de Inna simplemente te pone de buen humor». Paul Lester, quien escribió para The Guardian, notó similitudes con la canción de Sabrina «Boys (Summertime Love)» (1987), mientras que el sitio web francés Musique Radio aplaudió su ritmo y melodía. Un editor de Pro FM incluyó la pista en su lista de «16 éxitos con los que Inna ha hecho historia». En una reseña menos favorable, Urban.ro notó que la cantante estaba gritando durante el coro de la canción. Los integrantes del grupo británico One Direction subieron un video en sus redes sociales en enero de 2012 bailando y cantando «Sun Is Up» en su auto mientras estaban en su gira Up All Night Tour (2011–12). En un mensaje adicional, ellos escribieron: «En caso de que se lo pregunten ... esto es lo que hacemos en el auto ...». Un editor de Capital FM fue positivo con respecto al video, explicando su trama: «Mientras Louis y Zayn muestran sus mejores movimientos, Harry luego gira la cámara hacia Liam, quien está expresando dolor de cabeza.»

### Comercial
Comercialmente, «Sun Is Up» experimentó éxito comercial en varios países, alcanzando el primer puesto en la lista Dance Top 40 de Hungría, la lista Mega Dance Top 30 de Países Bajos, la región Romandía en Suiza y la lista UK Dance del Reino Unido. En Rumania, la pista alcanzó el puesto número dos, mientras que también se convirtió en la quinta canción de Inna en debutar en el top 10 en Francia, logrando la misma posición. También alcanzó el top 10 en otros países, incluyendo Rusia, Suiza, la lista Dance/Mix Show Airplay de Billboard en Estados Unidos, México y Líbano. «Sun Is Up» recibió la certificación de oro por la Federación de la Industria Musical Italiana (FIMI) y la Federación Internacional de la Industria Fonográfica (IFPI) tras vender 15,000 copias en Italia y Suiza, recibiendo además una certificación de plata por la Industria Fonográfica Británica (BPI) en el Reino Unido tras vender 200,000 unidades. A partir de 2011, «Sun Is Up» ha vendido 125,000 copias en Francia, convirtiéndose en la decimoséptima canción más vendida del año.

### Reconocimientos
«Sun Is Up» ganó el premio Eurodanceweb Award en 2010, un concurso de música en línea, con 184 puntos, marcando la posición más alta de Rumania en esa competencia. La votación en línea la clasificó en el tercer lugar, pero ganó tras la decisión de un jurado compuesto por varios periodistas, productores de música, disc jockeys y estaciones de radio. El sencillo también ganó en la categoría de «Mejor Canción en los Balkanes de Rumania» en los Balkan Music Awards del 2011, recibiendo además nominaciones como «Canción del Año Pop-Dance», «Mejor Canción Dance» y «Canción del Año» en los RRA Awards y los Romanian Music Awards 2011, y en los Radar Media Awards del 2012, respectivamente.

## Vídeo musical

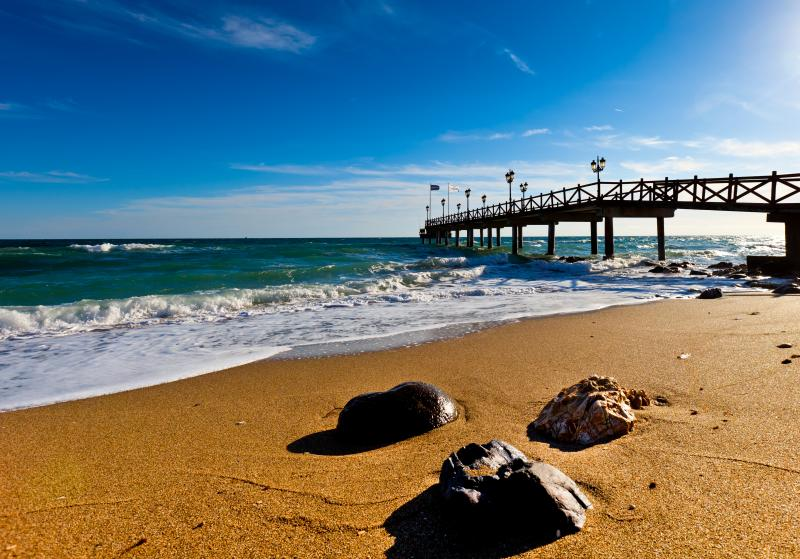
El video musical de «Sun Is Up» fue filmado en Marbella, España (en la imagen) por Alex Herron en abril de 2016.

Un video musical de acompañamiento para «Sun Is Up» fue subido al canal oficial de Inna en YouTube el 30 de septiembre de 2010, precedido por el lanzamiento de un «detras de escena» del videoclip el 30 de agosto y un teaser el 27 de septiembre de 2010. Fue filmado por Alex Herron en Marbella, España el 24 de agosto de 2010. El video comienza con Inna cruzando un río en medio de un bosque, vestida de verde. Es seguido por su preparación para una sesión de fotos con Tore Frisholm Jr. y varios artistas de maquillaje. Posteriormente, se muestra a Inna bañándose y cantando desnuda en un jacuzzi frente a una zona de montaña, bailando en una fiesta y siendo fotografiada por Frisholm en privado. El videoclip continúa de manera similar, cerrando con Frisholm e Inna parados uno al otro al atardecer. El video fue generalmente exitoso en la televisión rumana, alcanzando el número cuatro en la lista TV Airplay de Media Forest en octubre de 2010.

## Presentaciones en vivo
La primera presentación en vivo de «Sun Is Up» fue en los Romanian Music Awards el 10 de julio de 2010 en Craiova, Rumania, en un popurrí con «Señorita» (2010), «10 Minutes» (2010) y «Amazing» (2009). En 2011, Inna interpretó la canción en varias ocasiones, incluyéndola como el acto principal en su concierto Inna: Live la Arenele Romane gig en Bucarest el 17 de mayo, donde llegó en un helicóptero «como una diva», en los Balkan Music Awards el 4 de junio, y en el ZDF-Fernsehgarten y The Dome 59 en Alemania el 28 de agosto y el 31 de agosto. Ella también cantó la pista en los Romanian Music Awards 2011 en Brașov el 16 de septiembre, y en el evento francés Starfloor el 26 de noviembre en el Palais Omnisports de Paris-Bercy en París. Otras presentaciones notables fuera de la fase de promoción del sencillo incluyen durante su serie Wow Session en su canal de YouTube el 16 de marzo de 2012, y en el World Trade Center Ciudad de México en septiembre de 2012 y marzo de 2016.

## Formatos
- Versiones oficiales[A]

1. «Sun Is Up» (Play & Win Radio Edit Version) – 3:44
2. «Sun Is Up» (Play & Win Extended Version) – 4:43
3. «Sun Is Up» (UK Radio Edit Version) – 2:32
4. «Sun Is Up» (Radio/Video Edit Version) – 3:11
5. «Sun Is Up» (Cahill Radio Edit) – 3:25
6. «Sun Is Up» (Cahill Club Remix) – 7:17
7. «Sun Is Up» (Cahill Instrumental) – 7:11
8. «Sun Is Up» (Kryder Remix) – 5:30
9. «Sun Is Up» (Mico Short Radio Edit) – 3:27
10. «Sun Is Up» (Mico Club Remix) – 6:05
11. «Sun Is Up» (Odd Radio Edit) – 3:17
12. «Sun Is Up» (Odd Club Remix) – 6:02
13. «Sun Is Up» (The Perez Brothers Radio Edit) – 3:48
14. «Sun Is Up» (The Perez Brothers Club Remix) – 4:18
15. «Sun Is Up» (Dandeej Remix) – 7:02
16. «Sun Is Up» (Ilario Estevez Remix) – 5:32
17. «Sun Is Up» (Liam Keegan Remix) – 2:59
18. «Sun Is Up» (Ivan Mateluna Empo Hybrid Remix) – 4:47

## Posicionamiento en listas
| Alemania        | Official German Charts  | 26  |
| Austria         | Ö3 Austria Top 40       | 33  |
| Bélgica         | Ultratop 50 Flanders    | 17  |
| Bélgica         | Ultratop Flanders Dance | 11  |
| Bélgica         | Ultratop 50 Wallonia    | 5   |
| Bélgica         | Ultratop Wallonia Dance | 3   |
| Brasil          | ABPD                    | 69  |
| Escocia         | Official Charts Company | 13  |
| Eslovaquia      | Rádio Top 100           | 20  |
| España          | PROMUSICAE              | 22  |
| Estados Unidos  | Dance/Mix Show Airplay  | 4   |
| Francia         | SNEP                    | 2   |
| Hungría         | Dance Top 40            | 1   |
| Irlanda         | IRMA                    | 38  |
| Italia          | FIMI                    | 30  |
| Líbano          | OLT20                   | 9   |
| México          | México Airplay          | 219 |
| México          | México Inglés Airplay   | 5   |
|                 | Global Dance Songs      | 11  |
| Países Bajos    | Dutch Top 40            | 9   |
| Países Bajos    | Mega Dance Top 30       | 1   |
| Países Bajos    | Single Top 100          | 7   |
| Polonia         | Dance Top 50            | 15  |
| Reino Unido     | UK Dance                | 1   |
| Reino Unido     | UK Singles              | 15  |
| República Checa | Rádio Top 100           | 31  |
| Rumania         | Romanian Top 100        | 2   |
| Rusia           | Tophit                  | 3   |
| Suecia          | Sverigetopplistan       | 49  |
| Suiza           | Schweizer Hitparade     | 3   |
| Suiza           | Romandie Chart          | 1   |
| Europa          | Euro Digital Songs      | 19  |

| Alemania     | Official German Charts | 96  |
| Bélgica      | Ultratop 50 Wallonia   | 28  |
| Francia      | SNEP                   | 16  |
| Países Bajos | Single Top 100         | 43  |
| Polonia      | Dance Top 50           | 36  |
| Reino Unido  | UK Singles             | 127 |
| Rumania      | Romanian Top 100       | 52  |
| Suiza        | Schweizer Hitparade    | 35  |

## Certificaciones
| País | Certificación | Ventas  |
| --- | ------------- | ------- |
| Francia (SNEP) | Ninguna       | 125,000 |
| Italia (FIMI) | Oro           | 15,000  |
| Reino Unido (BPI)                                                                                                 | Plata         | 200,000 |
| Suiza (IFPI Suiza)                                                                                                | Oro           | 15,000  |
| *cifras de ventas basadas únicamente en la certificación ^cifras de envíos basadas únicamente en la certificación |               |         |

## Historial de lanzamiento
| Región         | Fecha                 | Formato          | Discográfica |
| -------------- | --------------------- | ---------------- | ------------ |
| Rumania        | 29 de octubre de 2010 | Ninguna          | Ninguna      |
| Francia        | Enero de 2011         | Radio airplay    | Ninguna      |
| Francia        | 10 de enero de 2011   | Descarga digital | Roton        |
| Francia        | 28 de febrero de 2011 | CD               | Airplay      |
| Alemania       | 27 de mayo de 2011    | CD               | UMG          |
| Estados Unidos | 8 de febrero de 2011  | Descarga digital | Ultra        |
| Estados Unidos | 2011                  | CD Promocional   | Ultra        |
| Reino Unido    | 8 de febrero de 2011  | Descarga digital | Ultra        |
| Reino Unido    | 2011                  | CD Promocional   | 3Beat        |
| Italia         | 3 de marzo de 2011    | Descarga digital | DIY          |
| Italia         | 2011                  | Enhanced CD      | DIY          |